# Йуэ
Йуэ (фр. Youé) — деревня и супрефектура в Чаде, расположенная на территории региона Восточное Майо-Кеби. Входит в состав департамента Монт-д’Илли.

## Географическое положение
Деревня находится в юго-западной части Чада, к северу от реки от реки Майо-Кеби, на высоте 323 метров над уровнем моря.
Населённый пункт расположен на расстоянии приблизительно 240 километров к юго-юго-западу (SSW) от столицы страны Нджамены.

## Население
По данным официальной переписи 2009 года численность населения Йуэ составляла 33 772 человека (15 785 мужчин и 17 987 женщин). Население супрефектуры по возрастному диапазону распределилось следующим образом: 51,1 % — жители младше 15 лет, 42,5 % — между 15 и 59 годами и 6,4 % — в возрасте 60 лет и старше.

## Транспорт
Ближайший аэропорт расположен в городе Фианга.